# Andreas von Bergen
Andreas von Bergen (begravet 23. marts 1763) var en dansk godsejer og landsdommer, far til Daniel von Bergen.
Han var søn af købmand i Odense Daniel Bastiansen von Bergen og Catharina Jensdatter Bejer. Berger var justitsråd, landsdommer på Fyn og borgmester i Odense 1719-42. Han ejede gården Klarskov 1710-34.
I 1716 blev han gift "i salig Knud Landorphs hus med salig conrektor Lujas enke" Karen Landorph (død 1761), som var datter af professor Knud Landorph og Birgitte Bircherod.
Han er begravet i Odense Domkirke, hvor et epitafium over ham og hustruen er opsat i søndre sideskibs 2. fag.